# Anápolis
Anápolis er den næststørste by i delstaten Goiás i Brasilien med et indbyggertal på omkring 398.869 (2022) indbyggere.
Anapolis ligger 45 minutters kørsel fra delstatshovedstaden Goiânia og 150 minutter fra landets hovedstad Brasília. Força Aérea Brasileira (Brasiliens luftvåben) har hovedkvarter i byen.